# タサダイ族
タサダイ族（タサダイぞく、Tasaday、タサディ族）はフィリピン・ミンダナオ島で20世紀に発見されたと言われている原始民族である。
しかしその真偽は謎であり、バラエティー番組などで『世界10大詐欺事件』として取り上げられている。

## 歴史
- 1960年代後半：地元のハンターデファルによって発見された。デファルはマヌエル・エリザルデ Jr.環境大臣（当時）に報告し、その報告をもとに政府が調査団を派遣。それによってタサダイ族の存在が確認されたとされている[5]。
  - 追ってアメリカCBSやイギリスBBCなどの報道により世界的な話題となる。
- 1974年6月：フェルディナンド・マルコス大統領（当時）の命によりタサダイ族の居住区への立入りが禁止され、タサダイ族は国で保護されることが決まった[6]。その決定にチャールズ・リンドバーグやジョン・ロックフェラー4世など多くの著名人も賛同し、彼らの保護のために多額の寄付金が寄せられた[7]。結果として約190平方kmの広大な保護区がミンダナオ島に設置された。
- 1986年：マルコス政権崩壊後の保護地区にジャーナリストのオズワルド・イテンとジョーイ・ロザノが潜入し、報道されていた現代の原始人とは異なる現代文化を持ったタサダイ族をスクープし、世界的詐欺事件として公開する[6]。
- 1987年：フィリピン政府は調査団を結成し、4カ月の調査の結果、タサダイ族は存在すると発表。
- 1988年：国外逃亡していたエリザルデが帰国。しかしこの時点で重度のドラッグ中毒のために心身遺失状態にあった。1997年に死去。

## 民族的特徴
真偽のほどが問われているが、ここでは初期の報道内容を記す。
- 人口：27人（6家族）[5]
- 分類：マノボ諸語を話すマノボ族の下分類とみなされる狩猟採集民族[5]
- 居住地：フィリピン、ミンダナオ島、南コタバト州の熱帯雨林地帯[5]
- 言語：タサダイ語
- 生業：狩猟（石おの、穴掘り棒）[5]
- その他：言語には「武器」や「敵」といった争いを意味する単語がない[8]。そのために『愛の民族』と呼ばれた[9]。

## 1986年時の生活形態

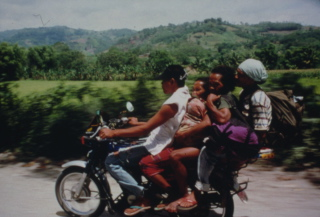
オートバイに乗るタサダイ族 (1999年撮影)

- 洞窟ではない普通の家に住んでいる[6]。
- Tシャツやジーンズを着用している[10]。
- 紙巻きタバコを吸っている。
- バギーやオートバイに乗っている[11]。